# Norrfjärden, Uppland
Norrfjärden är en sjö i Östhammars kommun i Uppland och ligger på en isolerad ö i havet. Sjön har en area på 0,186 kvadratkilometer och ligger 0,1 meter över havet.

## Delavrinningsområde
Norrfjärden ingår i det delavrinningsområde (670021-164667) som SMHI kallar för Rinner till Gällfjärden. Medelhöjden är 9 meter över havet och ytan är 34,59 kvadratkilometer. Det finns inga avrinningsområden uppströms utan avrinningsområdet är högsta punkten. Avrinningsområdets utflöde mynnar i havet, utan att ha någon enskild mynningsplats.